# Списък на реките в Айова
Списъкът на реките в Айова включва по-важните реки, които текат в щата Айова, Съединените американски щати.
Територията на щата попада във водосборния басейн на река Мисисипи, която се оттича в Мексиканския залив. Реките в източната част на щата се вливат в река Мисисипи, а тези в западната – в река Мисури.

## По водосборен басейн
Мисисипи
- Мисисипи
  - Де Мойн
    - Ракун Ривър
      - Норд Ракун
      - Саут Ракун

    - Буун Ривър
    - Ийст Форк де Мойн

  - Скунк Ривър
    - Норд Скунк
    - Саут Скунк

  - Айова
    - Енглиш Ривър
    - Сидър Ривър
      - Шелрок Ривър

  - Уапсипиникон
  - Макуокета
  - Търки Ривър
  - Юпър Айова

Мисури
- Мисури
  - Бойър Ривър
  - Литъл Сиукс Ривър
    - Мейпъл Ривър

  - Флойд Ривър
  - Биг Сиукс Ривър
  - Нодоуей
    - Мидъл Нодоуей

  - Гранд Ривър
    - Томпсън

  - Чаритън

## По азбучен ред
- Айова
- Биг Сиукс Ривър
- Бойър Ривър
- Буун Ривър
- Гранд Ривър
- Де Мойн Ривър
- Енглиш Ривър
- Ийст Форк де Мойн
- Литъл Сиукс Ривър
- Макуокета
- Мейпъл Ривър
- Мидъл Нодоуей
- Мисури
- Мисисипи
- Нодоуей
- Норд Ракун
- Норд Скунк
- Ракун Ривър
- Саут Ракун
- Саут Скунк
- Сидър Ривър
- Скунк Ривър
- Томпсън
- Търки Ривър
- Уапсипиникон
- Флойд Ривър
- Чаритън
- Шелрок Ривър
- Юпър Айова